# Igreja Anglicana de Moçambique e Angola
A Igreja Anglicana de Moçambique e Angola (IAMA) foi estabelecida em 2021, como a 42ª província eclesiástica da Comunhão Anglicana. Anteriormente, as dioceses que constituem esta nova província eram partes da Igreja Anglicana da África Austral. A nova província adotou sua constituição e cânones em um sínodo especial, e foi formalmente inaugurada em 24 de setembro de 2021, em uma teleconferência online incluindo Justin Welby, Arcebispo de Canterbury, e Josiah Idowu-Fearon, Secretário-Geral do Conselho Consultivo Anglicano.
Atualmente, doze dioceses formam a IAMA. Sob a liderança de Vicente Msosa, a Igreja Anglicana de Moçambique e Angola aderiu plenamente ao realinhamento anglicano, como membro da Global South Fellowship of Anglican Churches e da Global Anglican Future Conference.

## Anglicanismo em Moçambique
No século XIX, muitos homens e partiram para procurar trabalho nos campos de ouro ao redor de Joanesburgo, onde vários se tornaram anglicanos. Quando retornaram para suas casas no sul de Moçambique, eles queriam continuar assistindo à sua nova igreja. Ao longo dos anos, congregações foram estabelecidas em e ao redor de Lourenço Marques, Inhambane e Xai-Xai. A Diocese dos Libombos foi formada em 1893, que teve vários bispos estrangeiros. O último deles foi Daniel de Pina Cabral, da Igreja Lusitana, que renunciou em 1976 para dar lugar ao Bispo Dinis Sengulane, o primeiro moçambicano.
Em Beira, a igreja cresceu graças às muitas pessoas que usavam o porto e terminal ferroviário para o interior da Rodésia do Sul. Com isso, a igreja em Sofala estava sob os cuidados do Bispo da Rodésia do Sul até se juntar à Diocese dos Libombos em 1970. O trabalho se estendeu de Beira para outras cidades importantes, como Chimoio e Tete.
No norte do país, a evangelização veio por meio de missionários da Missão das Universidades para a África Central (UMCA), sociedade missionária inglesa que tinha entre seus objetivos erradicar a escravidão. O principal mercado de escravos era em Zanzibar, mas os escravos eram trazidos de muitos lugares, até a costa do Lago Nyasa. Em 1861, Charles Mackenzie foi consagrado Bispo da Missão para as tribos que moravam na vizinhança do Lago Nyasa e do Rio Shire, mas morreu de malária no início de 1862. Apenas em 1882 William Percival Johnson chegou para evangelizar na área do lago. Ele continuou esse trabalho por mais de 40 anos, tornando-se Arquidiácono quando a área se tornou uma Arquidiaconia da Diocese de Nyasaland (hoje Malawi). Durante esses anos, a Igreja Anglicana converteu muitos milhares de pessoas tanto na margem do lago quanto no planalto interior, e em 1920 havia estabelecido uma grande missão em Messumba. Em 1959, o Arquidiaconato tornou-se parte da Diocese dos Limbombos. Assim, essa foi a única diocese anglicana de Moçambique até 1980, quando foi criada a Diocese de Niassa.
A terceira diocese, Nampula, foi estabelecida apenas em 2019. Em 2022, quatro novas dioceses missionárias foram adicionadas às dioceses fundadoras da província em Moçambique (Inhambane, Maciene, Rio Pungue e Tete).

## Anglicanismo em Angola
O anglicanismo em Angola tem origem a partir de 1925, com Archibald Patterson, um leitor leigo inglês, que chegou ao norte de Angola. Ele construiu uma escola, evangelizou, batizou e treinou inúmeras pessoas. Em 1961, ano em que Patterson foi expulso por Portugal, a Igreja Anglicana em Angola já contava com cerca de 70.000 membros.
Os membros que não foram mortos ou que não fugiram, continuaram sob a liderança de Alexander Domingos. Quando a guerra da independência terminou em 1974, Patterson retornou ao país, mas viu o número dos membros se reduzir para uma pequena fração, porque muitos líderes foram influenciados por igrejas reformadas e mudaram, criando uma nova igreja com cerca de 50.000 pessoas. Durante a longa guerra civil, Domingos viajou para Birmingham para estudar e foi recebido com surpresa ao anunciar pertencer à Igreja Anglicana em Angola. Ele buscou reconhecimento para a igreja como parte da Comunhão Anglicana. Em seu retorno a Angola, Domingos fez contato com o bispo moçambicano Dinis Sengulane, o qual visitou Angola em 1990, quando os anglicanos somavam cerca de 10.000 pessoas. Ele ordenou Domingos como padre e outros líderes como diáconos, e vários jovens foram enviados ao seminário anglicano em Maputo. Dom Dinis foi convidado pelo arcebispo da Cidade do Cabo a dar supervisão episcopal e Angola se tornou uma arquidiaconia da Diocese dos Libombos.
Apesar da violência da guerra no país, a Igreja Anglicana em Angola continuou a crescer além do Uíge e Luanda, alcançando as demais regiões: a costa até Benguela e Lobito e para as terras altas centrais. Ela também se espalhou no extremo sul de Cunene, onde foi fundada por outros missionários pioneiros. Em 2000, as igrejas começaram a cooperar na busca pela paz e o fim da guerra civil. Em 2003, o arquidiácono André Soares, até então responsável pela Igreja Anglicana em todo o país, foi consagrado como primeiro bispo para a recém-criada Diocese de Angola.
Ainda assim, Angola era uma enorme diocese missionária, com quatro distritos servidos por arquidiáconos e várias áreas missionárias. Apenas depois da criação da nova Província de Moçambique e Angola, Angola foi dividida em novas dioceses. As três novas dioceses missionárias (Centro e Sul, Cristo Rei e Divina Esperança) foram adicionadas a partir da diocese fundadora, a qual foi renomeada como Bom Pastor. Em 2023, a província elegeu sua primeira mulher bispo, Filomena Teta Estevão, também primeira bispa de Angola.

## Bispos presidentes
Na inauguração da província, Carlos Matsinhe, bispo da Diocese dos Libombos, tornou-se bispo presidente interino e André Soares, bispo da Diocese de Angola, o decano interino da província. Em 2024, o bispo Vicente Msosa, da Diocese Missionária da Zambézia, foi eleito o primeiro bispo presidente da província. Foi instalado em janeiro de 2025.

## Dioceses
Moçambique:
- Diocese de Inhambane
- Diocese dos Libombos
- Diocese de Maciene
- Diocese de Niassa
- Diocese de Nampula
- Diocese do Rio Pungue
- Diocese Missionária de Tete
- Diocese Missionária da Zambésia

Angola:
- Diocese de Angola - Bom Pastor
- Diocese de Cristo Rei Uíge
- Diocese Missionária do Centro e Sul de Angola
- Diocese Missionária da Divina Esperança